# 애리조나 (밴드)
아리조나 (A R I Z O N A로 표기함)는 미국 뉴저지주의 락, 일렉트로팝 밴드로서 애틀랜틱 레코드 소속이다. 2017년 5월에 출시한 스튜디오 앨범 "GALLERY"는 Top Heatseekers에서 4등을 찍고, U.S. Alternative에서는 24등을, 빌보드 200에서는 143등을 하였다.